# ورمیلین (کانزاس)
ورمیلین (به انگلیسی: Vermillion) شهری در ایالت کانزاس کشور ایالات متحده آمریکا است که جمعیت آن در سرشماری سال ۲۰۱۰ میلادی، ۱۱۲ نفر بوده‌است.